# Surveyor 1
Surveyor 1 (z ang. geodeta) – amerykańska bezzałogowa sonda kosmiczna, której celem było wykonanie pierwszego miękkiego lądowania na powierzchni Księżyca oraz wykonanie pomiarów na jego powierzchni.

## Podstawowe wiadomości o misji
- Data startu: 30 maja 1966 godz. 14:41 GMT, Przylądek Canaveral
- Data lądowania na Księżycu: 2 czerwca 1966 godz. 6:17 GMT
- Rejon lądowania: Oceanus Procellarum (Ocean Burz) – Krater Flamsteed P, koordynaty – 2°45'S, 316°79'E (43°21'W)
- Czas trwania podstawowej misji: 42 dni
- Czas działania próbnika: 18 dni
- Data zakończenia misji: 14 lipca 1966

## Plan przebiegu misji

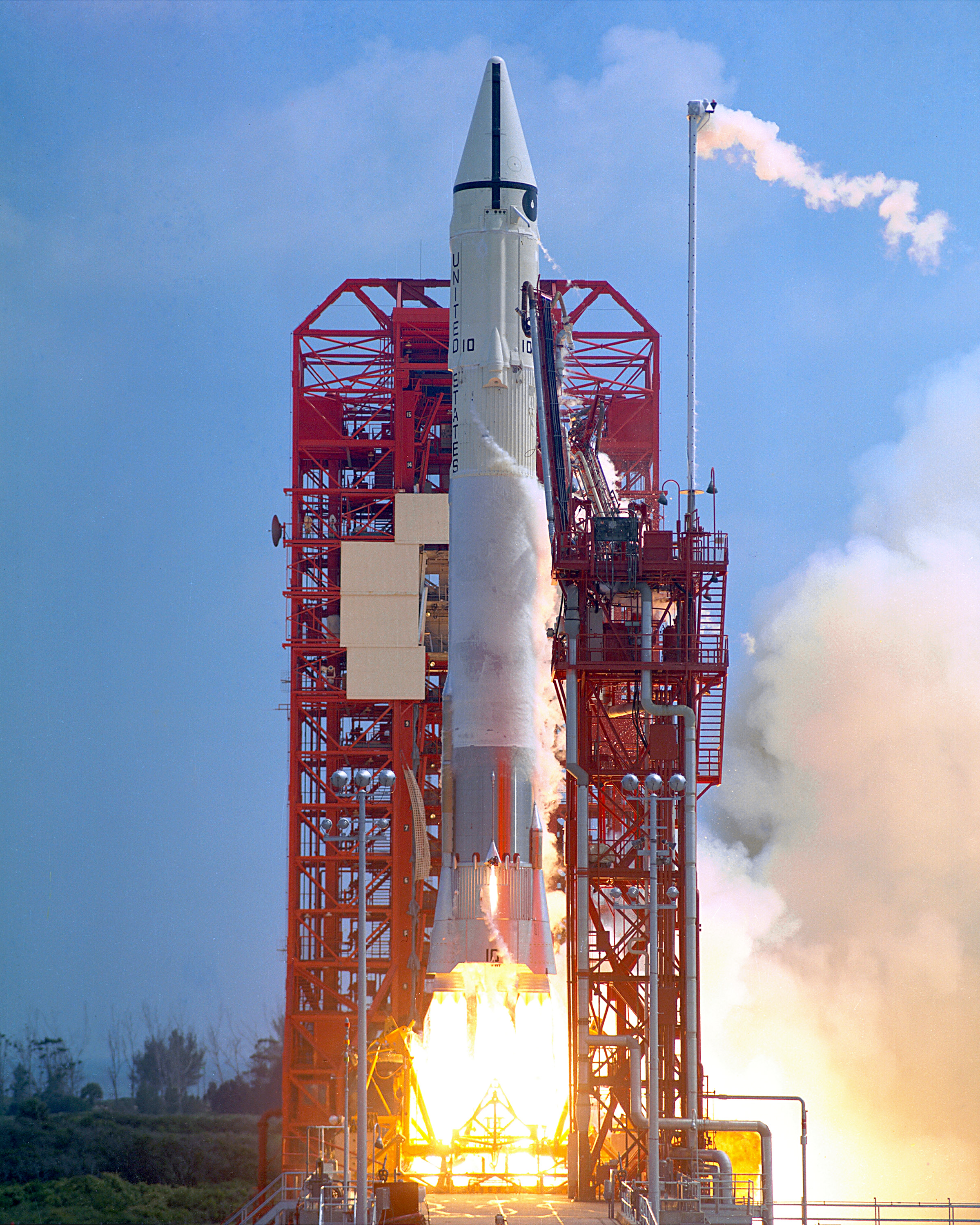
Start rakiety Atlas-Centaur 10 z sondą Surveyor na pokładzie

Lądownik Surveyor 1 umieszczany był na szczycie rakiety klasy Atlas Centaur LV-3C. Po osiągnięciu orbity, odpalono ostatni człon rakiety, który nakierowywał próbnik na trajektorię lotu w kierunku Księżyca. Na wysokości ok. 3500 km następowało odseparowanie statku od wypalonego członu rakiety, po czym następowała pierwsza faza lądowania. Po osiągnięciu ok. 4 m nad powierzchnią, silniki wyhamowujące miały zostać automatycznie wyłączone, a pojazd miał swobodnie opaść na powierzchnię. Niemobilny próbnik miał za zadanie wykonać przede wszystkim zdjęcia miejsca lądowania.

## Konstrukcja próbnika
Konstruktorem statków serii Surveyor była firma Hughes Aircraft, masa lądownika Surveyor 1 wynosiła 292 kg. Wysokość pojazdu mającego wylądować na Księżycu wynosiła 3,3 m, średnica zaś 4,5 m. Konstrukcja statku opierała się na aluminiowym szkielecie, do którego przymocowane były różne urządzenia naukowe (m.in. kamera pokładowa). Na szczycie szkieletu znajdowały się 2 panele baterii słonecznych o łącznej powierzchni 3 m². Moc tych paneli to 85 watów. Jednak wraz z główną, nieładowalną baterią, pojazd dysponował mocą aż 4096 watów. Pojazd posiadał jedną płaską antenę i dwie małe anteny kierunkowe, a także radar pokładowy. Z uwagi na swoje zastosowanie, pojazd wyposażony został w silniczki wyhamowujące lądowanie, które automatycznie wyłączyły się na wysokości 3,4 metra nad powierzchnią Księżyca. Główne urządzenie badawcze aparatu stanowiła teleskopowa kamera operacyjna. Obiektyw tej kamery był zwrócony pionowo ku górze; na wysokości 1,5 metra nad nim znajdowało się zwierciadło, które mogło być kierowane tak, by można było uzyskać obraz dowolnych fragmentów powierzchni otaczającej miejsce lądowania aparatu. Przed obiektywem kamery umieszczone były wymienne filtry barwne. Jednym z elementów badań przeprowadzonych z Surveyora były próby zaobserwowania pyłu pokrywającego powierzchnię Księżyca. Wkrótce po wylądowaniu aparatu z dyszy zwróconej ku powierzchni księżycowej wypuszczono strumień sprężonego azotu, jednak nie zaobserwowano spodziewanego obłoku pyłu. 

## Przebieg misji
Surveyor 1 był pierwszym amerykańskim pojazdem, który łagodnie osiadł na powierzchni Księżyca. Przedtem jednak dokonali tego Rosjanie, którzy już czwarty raz z rzędu pokonali swych zachodnich rywali. Za pierwszym razem było to umieszczenie sztucznego satelity na orbicie okołoziemskiej (Sputnik 1), później trafienie sztucznym obiektem w Księżyc (Łuna 2), następnie pierwszy lot człowieka w kosmosie (Gagarin w statku Wostok 1), wreszcie pierwsze udane lądowanie sondy księżycowej (Łuna 9). Jednak Amerykanie dokonali udanej sztuki lądowania już za pierwszym podejściem (w międzyczasie Rosjanie już od paru lat bezskutecznie próbowali lądować na powierzchni Srebrnego Globu – patrz misje Łuna 4, 5, 6, 7 i 8).

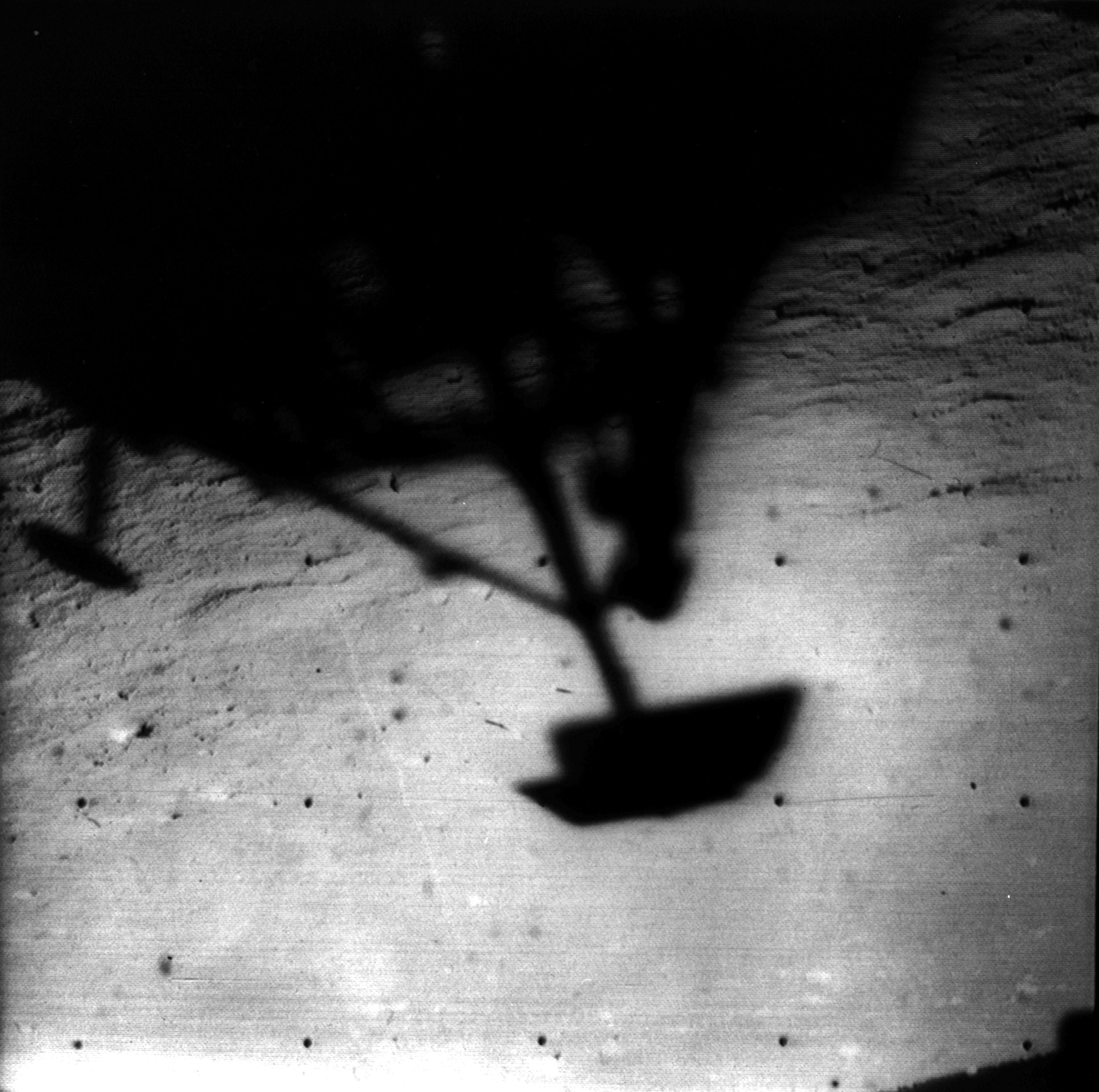
Surveyor 1 na chwilę przed lądowaniem na powierzchni Księżyca

Surveyor 1 wylądował obok bardzo płytkiego, 200 metrowego krateru znajdującego się na obszarze silnie zniszczonego krateru Flamsteed P o stukilometrowej średnicy, sąsiadującego z kolei z dużo młodszym kraterem Flamsteed. Oba obiekty selenograficzne znajdują się w południowo-zachodniej części Oceanu Burz, w pobliżu księżycowego równika. Wybranie rejonu równikowego było celowe, w jednym z nich planowano bowiem wyznaczyć miejsce pierwszego lądowania człowieka na Srebrnym Globie.
Wstępna faza lądowania sondy rozpoczęła się już na wysokości 3200 km nad powierzchnią Księżyca, w momencie gdy statek poruszał się z prędkością 9700 km/h. Po odpaleniu silniczków hamujących, prędkość ta została zredukowana do zaledwie 5,6 km/h, a w momencie gdy odległość statku od powierzchni wynosiła już tylko 3,4 metra, silniczki zostały wyłączone, a Surveyor 1 swobodnie na nią opadł. Prędkość opadania wynosiła 13 km/h. Ostatnia faza lądowania była bardzo precyzyjna, wszystkie trzy talerzowate podpory lądownika osiągnęły powierzchnię naszego naturalnego satelity niemal w tym samym ułamku sekundy. Próbnik wylądował co prawda aż 15 km od wyznaczonego, planowego punktu, ale biorąc pod uwagę fakt, że była to pierwsza w ogóle amerykańska próba łagodnego posadzenia aparatury badawczej na Księżycu, trzeba powiedzieć, że osiągnięto ogromny sukces. Podpory pewnie utrzymały lądownik na twardej powierzchni, dowodząc tym samym, że operacja posadzenia na powierzchni testowanego na Ziemi w tym czasie lądownika załogowego LM, jest w pełni możliwa. Dodać trzeba, że podczas fazy lądowania nie wykorzystano jednej z kamer pokładowych, która służyła do przekazywania zdjęć Księżyca podczas tej fazy misji.
Wkrótce po wylądowaniu Surveyor 1 przystąpił do realizacji swej misji, której głównym celem było wykonanie dokładnych, panoramicznych zdjęć otaczającej próbnik okolicy, wykonanie zdjęć gruntu, na którym Surveyor 1 wylądował, wykonanie zdjęć samego lądownika, a zwłaszcza talerzowatych podpór celem sprawdzenia mechaniki gruntu, oraz przekazanie na Ziemię serii danych naukowych o wytrzymałości gruntu, pyle księżycowym i temperaturze powierzchni. Surveyor 1 nie był wyposażony – w przeciwieństwie do późniejszych statków tego programu – w dodatkowe, specyficzne urządzenia naukowe, jednakże dzięki prawie 100 sensorom, był w stanie przekazać na Ziemię podstawowe informacje o napotkanych warunkach. Najwięcej danych o powierzchni księżycowej Surveyor 1 dostarczył przede wszystkim w pierwszych dwóch dniach swojej misji (2 i 3 czerwca). W okresie od 14 czerwca do 7 lipca 1966 w rejonie lądowiska statku Surveyor 1 panowała noc księżycowa, stąd wszelkie operacje naukowe były wstrzymane. 7 lipca udało się uruchomić urządzenia aparatu: działając z przerwami do 14 lipca przekazały one jeszcze 815 obrazów. Ku zdumieniu uczonych lądownik jeszcze raz zareagował na wysłane ku niemu sygnały radiowe w dniu 9 listopada 1966 roku, a następnie w dniu 6 stycznia 1967 roku. Najcenniejszy chyba jest obraz pokazujący jedną z trzech podpór 279-kilogramowego aparatu (masa po wylądowaniu), na którym widać wyraźnie, że zapadła się ona na głębokość około 2,5 centymetra w substancję przypominającą zgranulowany piasek. Gęstość tej substancji oceniono na 1,5 g/cm3, wytrzymałość - na 0,4 kg/cm2. Próbnik zakończył swą misję dnia 14 lipca 1966 roku, wykonując do tego czasu m.in. 11 237 doskonałej jakości zdjęć. Wszystkie zdjęcia ujawniły, że teren w starym kraterze Flamsteed P jest wyjątkowo równinny, z niewielką ilością kamieni i drobnych, bardzo płytkich kraterów. Lądowisko statku Surveyor 1 stanowiło zatem przykład doskonałego, potencjalnego miejsca lądowania dla późniejszych misji Apollo.
Badania i analizy zdjęć oraz innych danych naukowych trwały do stycznia 1967.

## Efekty misji
Surveyor 1 był pierwszym automatycznym pojazdem amerykańskim, który udanie wylądował na Księżycu, przeprowadził zaplanowane badania jego powierzchni oraz jako pierwszy sporządził fotograficzną dokumentację miejsca lądowania.